# Leda i el cigne

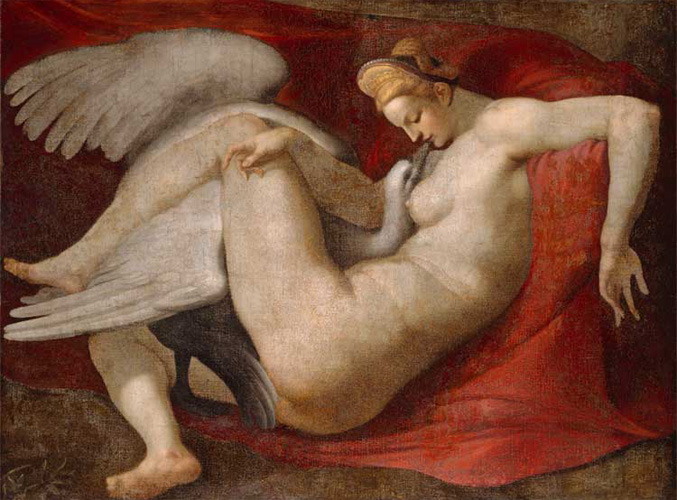
Leda i el cigne, una còpia del s. XVI d'un quadre desaparegut de Miquel Àngel de 1530 (Galeria Nacional de Londres)

Leda i el cigne és un motiu de la mitologia grega, segons el qual Zeus baixà de l'Olimp en forma d'un cigne cap a Leda, mentre aquesta dona caminava per la vora del riu Eurotas. D'acord amb la mitologia grega, més tard Leda donà a llum dues parelles de fills: d'una banda, a Helena i Pòl·lux, que serien fills de Zeus i, per tant, immortals; i d'altra banda Clitemnestra i a Càstor, considerats fills de Tindàreu, rei d'Esparta, i en conseqüència, mortals. Segons la història, Zeus es transformà en un cigne i va violar o seduir Leda en la mateixa nit en què ella havia tingut relacions amb el seu espòs, el rei Tindàreu, per açò les dues parelles de fills tingueren diferents pares. En algunes versions, ella pon dos ous dels quals naixen els infants. En altres versions, Helena és una filla de Nèmesi, la dea que personificava el desastre que esperava a les persones que pateixen l'orgull d'hibris.
El motiu aparegué rares vegades en l'escultura a gran escala de l'antiguitat, tot i que una representació de Leda en una escultura s'ha atribuït en els temps moderns a Timoteu; hi ha, en canvi, escultures de petit format que en mostren poses reclinades i dempeus, en camafeus, pedres precioses gravades i anells. Gràcies a les versions literàries d'Ovidi i Fabi Plancíades Fulgenci fou mite molt conegut durant l'edat mitjana, però té un lloc més destacat com a tema classicista, amb tints eròtics, en el Renaixement italià.

## Erotisme
El tema, sens dubte, és famós per la popularitat que assolí al s. XVI, una època en què es considerava més acceptable descriure una dona copulant amb un cigne que amb una altra persona. Les primeres pintures mostren la parella fent l'amor amb més claredat de la que utilitzarien en el període per mostrar a una parella humana copulant. El tema eròtic continuava sent molt perillós en el Renaixement. Les primeres representacions se'n feren en el mitjà més privat de l'estampa, sobretot a Venècia. Sovint es basaren en la narració molt breu en Les metamorfosis d'Ovidi (que no implica violació), encara que Llorenç de Mèdici tenia un sarcòfag romà i una antiga joia tallada del tema, tots dos amb Leda reclinada.
La més antiga representació coneguda del Renaixement és una de les il·lustracions gravades d'Hypnerotomachia Poliphili, un llibre publicat a Venècia el 1499. Aquesta mostra Leda i el cigne fent l'amor amb plaer, malgrat ser al cim d'un carro triomfal, i arrossegats i empesos per una multitud considerable. Un gravat de Giovanni Battista Palumba, que data de 1503, també mostra la parella tenint relacions sexuals, però en un camp desert.
Un altre gravat de Venècia, atribuït a Giulio Campagnola, mostra una escena d'amor carnal, però l'actitud de Leda és molt ambigua. Palumba en feu un altre gravat al voltant de 1512, probablement influenciat pels dibuixos de Leonardo da Vinci, en què es mostra a Leda asseguda al terra jugant amb els seus fills.
També n'hi hagué representacions importants en les arts decoratives menors i mitjans de comunicació privats. Benvenuto Cellini en feu un medalló, ara a Viena, a principis de la seua carrera, i Antonio Abondio representà l'escena en l'anvers d'una medalla que celebrava una cortesana romana.

## En la pintura

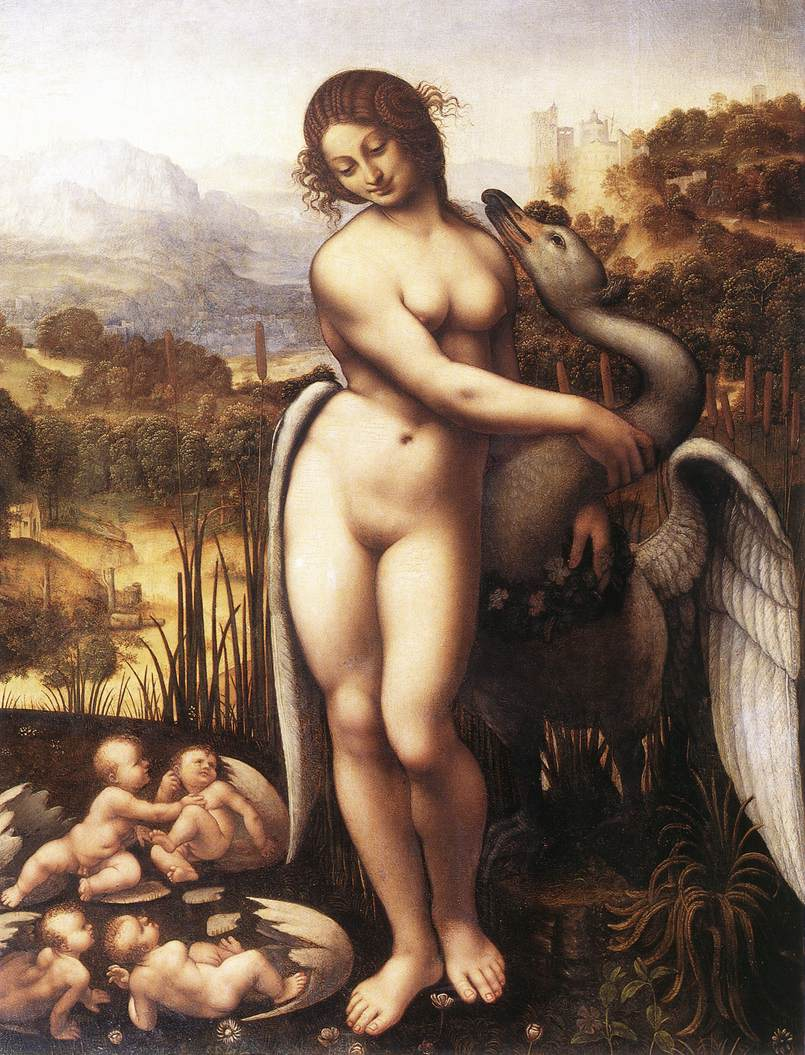
Leda i el cigne, Leonardo da Vinci', Wilton House

Leonardo da Vinci començà a fer estudis el 1504 per a una pintura, sembla que mai realitzada, en què Leda apareixeria asseguda en terra amb els seus fills. El 1508, va pintar una composició diferent del tema, amb Leda dempeus, nua, acaronant al cigne, amb els dos parells de bessons, i els seus enormes ous trencats. L'original se n'ha perdut, probablement destruït deliberadament, i fou consignat per darrera vegada al palau reial francés de Fonteainebleau el 1625 per Cassiano dal Pozzo. Se'n coneixen, però, moltes còpies, de les quals les primeres són probablement Spiridon Leda, potser realitzada per un assistent d'estudi, ara a la Galeria Uffizi, i al Wilton House a Anglaterra.
També perduda, i segurament destruïda deliberadament, és la pintura de Miquel Àngel de la parella fent l'amor, encarregada el 1529 per Alfonso I d'Este per al seu palau de Ferrara, i portada a França per a la col·lecció reial el 1532; estigué a Fontainebleau el 1536. L'esbós de Miquel Àngel per al treball —donat al seu ajudant Antonio Mini, que l'usà per a diverses còpies per a clients francesos abans de la seua mort el 1533— sobrevisqué durant més d'un segle. Aquesta composició és coneguda per moltes còpies, incloent un gravat de Cornelis Bos; l'escultura de marbre de Bartolomeo Ammanati a Bargello, Florència; dues còpies que en feu el jove Rubens durant el seu viatge a Itàlia, i el quadre que segueix a Miquel Àngel, a la National Gallery de Londres. La composició de Miquel Àngel, del 1530, mostra les tendències manieristes d'elongació i poses retorçudes, que eren famoses en aquella època. A més, un grup escultòric semblant al de Prado Roman es creia fins al s. XIX que era de Miquel Àngel.
La darrera pintura renaixentista molt famosa del tema és la composició elaborada per Correggio (Berlín); també fou danyada durant la seua permanència en la col·lecció de Felip II, duc d'Orleans, el regent de França en la minoria de Lluís XV. El seu fill Lluís, tot i ser un gran amant de la pintura, tingué crisis periòdiques de consciència sobre la seua forma de vida, i durant una d'aquestes atacà la figura de Leda amb un ganivet. El dany ha estat reparat, encara que no s'ha pogut restaurar totalment. Les pintures de Leonardo i Miquel Àngel desaparegueren de la col·lecció de la família reial francesa, i sembla que foren destruïdes per les vídues moralistes o pels successors dels seus amos.
N'hi hagué moltes altres representacions en el Renaixement, incloent els cicles d'il·lustracions d'Ovidi, però la majoria derivaven de les composicions esmentades. El tema es mantingué marginat en gran manera a Itàlia, i a voltes a França (versions del nord d'Europa són poc comunes.
Després d'una mena de hiat als s. XVIII i principis del XIX, Leda i el cigne esdevingué un motiu molt popular als s. XIX i XX, amb moltes execucions simbolistes i expressionistes.

## En l'art modern
Cy Twombly feu una versió abstracta de Leda i el cigne el 1962. Està en la col·lecció del Museu d'Art Modern de Nova York.
El cineasta avantguardista Kurt Kren juntament amb altres membres del moviment accionista vienés, incloent Otto Muehl i Hermann Nitsch, feren una pel·lícula anomenada 7/64 Leda mit der Schwan el 1964: conserva el motiu clàssic i presenta durant la major part de la seua durada una dona jove que abraça un cigne.
El fotògraf Charlie White inclogué un retrat de Leda en la seua sèrie "And Jeopardize the Integrity of the Hull". Zeus, com el cigne, només hi apareix metafòricament.
Hi ha una estàtua de marbre de grandària natural de Leda i el cigne al museu del Palau Jai Vilas de Gwalior, al nord de Madhya Pradesh, a l'Índia.
L'artista colombià Fernando Botero també feu una versió del tema, que es troba en una de les sales d'exposició permanent del Museu Botero.

## En poesia
Pierre de Ronsard escrigué un poema en La Défloration de Lède, potser inspirat en el de Miquel Àngel, que segurament va conéixer. Com molts artistes, imagina el bec penetrant la vagina de Leda.
"Leda and the Swan" és un sonet de William Butler Yeats, que es publicà per primera vegada el 1923. Combinant realisme psicològic i una visió mística, descriu la violació de Leda per part del cigne. El poema és elogiat com una de les millors obres de Yeats.
Camille Paglia digué d'aquesta composició que és "el poema més gran del s. XX" i hi afegí que "tots els éssers humans, com Leda, estan atrapats cada segon en la urgència de l'experiència. Per a Yeats, l'única salvació és la gràcia i la quietud de l'art".
El poeta nicaragüenc Rubén Darío, en el seu poema de 1892 Leda, inclou una descripció esbiaixada de la violació, vigilada pel déu Pan.